# 2895 Memnon
2895 Memnon (1981 AE1) là một thiên thể Troia của Sao Mộc, trong nhóm Troia, được phát hiện ngày 10 tháng 1 năm 1981 bởi Norman G. Thomas ở Flagstaff (AM).